# Ариян, Прасковья Наумовна
Прасковья Наумовна Ариян (Ариан) (урождённая Беленькая; 12 апреля 1864 года, Санкт-Петербург — 28 марта 1949 года, там же) — русская писательница, переводчица, феминистка и педагог, основательница ежегодного женского журнала — «Первый женский календарь», освещающий женские проблемы в России. П. Н. Ариян писала статьи под псевдонимом «Ар». В 1930-е годы она преподавала на курсах для рабочих при Кировском заводе в Ленинграде.

## Биография
Прасковья Наумовна родилась в Санкт-Петербурге в 1864 или 1865 году в еврейской семье. Была учащейся физико-математического отделения Санкт-Петербургских высших женских курсов (Бестужевские курсы). Закончила свою курсовую работу, но не сдала выпускные экзамены. Вышла замуж за инженера-технолога Мирона Исаевича Арияна.

## Работа
П. Н. Ариян была переводчицей и журналисткой, писала для различных изданий, включая «Биржевые ведомости» и «Искусство и жизнь».
В 1884 году основала детский сад для рабочих в Санкт-Петербурге и работала там в течение следующего десятилетия.
В 1889 году создала первый женский календарь, охватывающий широкий круг вопросов, представляющих интерес для женщин, в том числе охват основных феминистских организаций и их конгрессов. Календарь ежегодно издавался до 1915 года. П. Н. Ариян была издателем, редактором и составителем календаря. Свой вклад в календарь внесли писатель Максим Горький, радикальная активистка Вера Фигнер, художник Илья Репин и психолог Владимир Бехтерев.

### Первый женский календарь
- 1899 год / Первый женский календарь / Сост. П. Н. Ариян … — Санкт-Петербург: паровая скоропеч. «Труд», 1899—1915. — 20. … на 1899 год. — 1899. — 12, XL, 186 с., 3 л. ил.
- 1900 год / Первый женский календарь / Сост. П. Н. Ариян … — Санкт-Петербург: паровая скоропеч. «Труд», 1899—1915. — 20. … на 1900 год: Год 2-й. — Санкт-Петербург: тип. Спб. т-ва печ. и изд. дела «Труд», 1900. — XVI, 433 с. PDF
- 1901 год / Первый женский календарь / Сост. П. Н. Ариян … — Санкт-Петербург: паровая скоропеч. «Труд», 1899—1915. — 20. … на 1901 год: Год 3-й. — Санкт-Петербург: типо-лит. И. Лурье и К °, 1901 г. — XII, 476 с., 7 л. портр. Файл:На 1901 год.pdf
- 1902 год / Первый женский календарь / Сост. П. Н. Ариян … — Санкт-Петербург: паровая скоропеч. «Труд», 1899—1915. — 20. … на 1902 год: Год 4-й / Медицинский отдел под ред. проф. Н. И. Быстрова. — Санкт-Петербург: тип. Спб. общ. печ. дела в России Е. Евдокимов, 1902. — XVI, 490 с., 7 л. портр. : ил.
- 1903 year / Первый женский календарь / Сост. П. Н. Ариян… — Санкт-Петербург : паровая скоропеч. «Труд», 1899—1915. — 20. … на 1903 год : Год 5-й / Медицинский отдел под ред. проф. Н. И. Быстрова. — Санкт-Петербург : Г. Гоппе, 1903. — (2), XVIII, 546 с., 11 л. портр
- 1904 год / Первый женский календарь / Сост. П. Н. Ариян … — Санкт-Петербург: паровая скоропеч. «Труд», 1899—1915. — 20. … на 1904 год: Год 6-й / Медицинский отдел под ред. проф. Н. И. Быстрова. — Санкт-Петербург: т-во печ. и изд. дела «Нар. польза», 1904. — 20, 514 с., 22 л. ил. Файл:На 1904 год.pdf
- 1905 год / Первый женский календарь / Сост. П. Н. Ариян … — Санкт-Петербург: паровая скоропеч. «Труд», 1899—1915. — 20. … на 1905 год: Год 7-й / Медицинский отдел под ред. проф. Н. И. Быстрова. — Санкт-Петербург: т-во печ. и изд. дела «Нар. польза», 1905. — 2, XVI, 482 с., 17 л. ил. Файл:На 1905 год.pdf
- 1906 год / Первый женский календарь / Сост. П. Н. Ариян … — Санкт-Петербург: паровая скоропеч. «Труд», 1899—1915. — 20. … на 1906 год: Год 8-й. — 1906. — (1), XXV, 399 с., 8 л. портр.
- 1907 год / Первый женский календарь / Сост. П. Н. Ариян … — Санкт-Петербург: паровая скоропеч. «Труд», 1899—1915. — 20. … на 1907 год: Год 9-й: Медицинский отдел со статьями врачей: Н. В. Печковской, М. И. Покровской, А. М. Поповой и др .. Отдел «Из прошлого и настоящего» со статьями Л. Я. Гуревич, С. А. Ивановой, М. А. Маргулиес и др. — Санкт-Петербург: тип. В. Ф. Ревитцера, 1907. — XXII, 430 с., 17 л. порт.
- 1908 год / Первый женский календарь / Сост. П. Н. Ариян … — Санкт-Петербург: паровая скоропеч. «Труд», 1899—1915. — 20. … на 1908 год: Год 10-й: Отдел «Из прошлого и настоящего» со статьями Н. А. Морозова, Веры Ник. Фигнер, Н. Е. Кудрина. Медицинский отдел со статьями врачей: П. В. Печковской, А. М. Поповой и Б. М. Шапиро. — Санкт-Петербург: тип. В. Ф. Ревитцера, 1908. — XVI, 320, 48 с., 1 л. ил. Файл:На 1908 год.pdf
- 1909 год / Первый женский календарь / Сост. П. Н. Ариян … — Санкт-Петербург: паровая скоропеч. «Труд», 1899—1915. — 20. … на 1909 год: Год 11-й: Отдел «Из прошлого и настоящего» со статьями А. Е. Кауфмана, Н. Е. Кудрина, А. В. Лучинской и др. Медицинский отдел со статьями врачей: В. А. Волькенштейн, О. Ю. Каминской, Н. В. Печковской и др. — Санкт-Петербург: тип. т-ва «Обществ. польза», 1909. — 286, 166, XXXIV с. : ил. Файл:На 1909 год.pdf
- 1910 год / Первый женский календарь / Сост. П. Н. Ариян … — Санкт-Петербург: паровая скоропеч. «Труд», 1899—1915. — 20. … на 1910 год: XII год / При участии акад. В. М. Бехтерева, М. М. Волковой, Н. Е. Кудрина и др .. — Санкт-Петербург: тип. М. Я. Квара, 1910. — 447 с. разд. паг., 4 л. ил. : ил.]
- 1911 год / Первый женский календарь / [Сост.] П. Н. Ариян … — Санкт-Петербург: паровая скоропеч. «Труд», [1899] — [1915]. — 20. … на 1911 год: XIII год / При участии акад. В. М. Бехтерева, М. Горького, А. Я. Ефименко [и др.]. — Санкт-Петербург: тип. «Север», [1911]. — [2], VIII, 7-146, 291 с., 2 л. ил.
- 1912 год / Первый женский календарь / [Сост.] П. Н. Ариян … — Санкт-Петербург: паровая скоропеч. «Труд», [1899] — [1915]. — 20. … на 1912 год: XIV г. : Со статьями женщ.-врачей М. М. Волковой и С. С. Вольтке, проф. Дегена [и др.]. — [Санкт-Петербург: 1-я женск. тип. т-ва «Печатного станка», [1912]. — 418 с. разд. паг., 5 л. портр.
- 1913 год / Первый женский календарь / Сост. П. Н. Ариян … — Санкт-Петербург: паровая скоропеч. «Труд», — 20. … на 1913 год: XV г. — Санкт-Петербург: тип. «Бережливость», 1913 г. — 442 с. разд. паг., 8 л. портр. Файл:На 1913 год.pdf
- 1914 год / Первый женский календарь / [Сост.] П. Н. Ариян … — Санкт-Петербург: паровая скоропеч. «Труд», 1899—1915. — 20. … на 1914 год: XVI г. — Санкт-Петербург: тип. «Бережливость», [1914]. — XXXVIII, 380 с., 6 л. портр.
- 1915 year / Первый женский календарь / [Сост.] П. Н. Ариян… — Санкт-Петербург : паровая скоропеч. «Труд», [1899]-[1915]. — 20. … на 1915 год : XVII г. Петроград : тип. «Я. Трей», [1915]. — [8], 168 с. : ил.

### Переводы
- Вотель, Клеман. «Я — заядлый буржуй» (фр. «Je suis un affreux bourgeois»): Роман / Клеман Вотель ; Пер. с франц. П. Н. Ариян. — Ленинград : Книжные новинки, [1926]. — 218, [2] с.;
- Маргерит, Виктор. «Молодые девушки» (фр. «Jeunes Filles»): Роман / Виктор Маргерит ; Пер. с франц. П. Н. Ариян. — Ленинград ; Москва : Петроград, [1927]. — 173 с.;
- Шеро, Гастон. «Капризы судьбы» = «Le Vent du destin[фр.]» : [Рассказы] / Гастон Шеро ; Пер. с франц. П. Ариян, В. Нибиэри. — Ленинград ; Москва : Книга, [1927] (М. : тип. М. К.Х. им. Ф. Я. Лаврова). — 111 с.